# Crawford County, Indiana
Crawford County är ett county i delstaten Indiana, USA, med 10 713 invånare (2010). Den administrativa huvudorten (county seat) är English. 

## Geografi
Enligt United States Census Bureau så har countyt en total area på 800 km². 792 km² av den arean är land och 8 km² är vatten. 

### Angränsande countyn
- Orange County - nord
- Washington County - nordost
- Harrison County - öst
- Meade County, Kentucky - syd
- Perry County - sydväst
- Dubois County - väst